# Jamuna Barua
Jamuna Barua (Agra, 10 de octubre de 1919 – Calcuta, 24 de noviembre de 2005) fue una destacada actriz india.

## Primeros años
Jamuna era la cuarta de las seis hijas de Puran Gupta, residente en un pueblo cercano a Agra, India. Cada una de las hermanas llevaba el nombre de un río indio, como Ganga, Jamuna, Bhagirathi, etc. El destino quiso que Jamuna residiera en Calcuta, una de las principales ciudades productoras de cine de la India. Originaria de Gauripur, en el distrito de Goalpara (indiviso) de Assam, Jamuna estaba casada con el legendario director de actores Pramathesh Barua, o P.C. Barua, fallecido en 1950. Comenzó su carrera como actriz en la famosa producción de su esposo Devdas  en 1936, en la que interpretaba a Parvati o Paro. A continuación rodó varias películas memorables en bengalí e hindi, entre las que destacan Amiri, Mukti, Adhikar y Sesh Uttar. Dejó de actuar tras la muerte de Barua.[cita requerida]

## Carrera cinematográfica
Jamuna debutó en el cine en la década de 1930 con un pequeño papel en Mohabbat Ki Kasauti (1934), versión hindi de Rooplekha (bengalí) dirigida por P.C. Barua.[cita requerida] Comenzó un romance a pesar de que Barua, proveniente del estado indio de Gauripur, Assam, ya estaba casado dos veces. Como la actriz, que iba a interpretar a Parbati en la siguiente película de Barua, Devdas (1935)[cita requerida] no pudo acudir al estudio el primer día de rodaje, llamaron a Jamuna de la residencia de Barua (que por entonces vivía con él) y le pidieron que se pusiera a trabajar sin preparación alguna. Así se convirtió en la primera Parbati del cine sonoro indio, ya que Miss Light había interpretado el papel en la versión muda de la popular novela de Sarat Chandra. Aishwarya Rai es la última hasta la fecha, y Devdas se ha hecho y rehecho varias veces. Jamuna interpretó el mismo papel también en la versión hindi y fue aceptada en esta primera exposición adecuada como actriz por derecho propio. Continuó actuando en películas de Barua como Grihadaha (1936), Maya (1936), Adhikar (1939), Uttarayan (1941), Shesh Uttar (1942), Chander Kalanka (1944) y las respectivas versiones en hindi de cada película. Barua había dejado los prestigiosos New Theatres en 1940 y dirigía además de producir sus películas. A partir de entonces actuó en varias películas hindi dirigidas por Barua, como Amiree, Pehchan e Iran Ki Ek Raat. Sin embargo, estas películas no aumentaron el prestigio ni de Barua ni de Jamuna. Jamuna también actuó fuera de la dirección de Barua en tres películas bengalíes, Debar (1943) y Nilanguriya (1943), en las que demostró su valía sin la influencia de Barua. Su última película, Malancha (1953), tampoco contó con la dirección de Barua. También protagonizó su versión hindi Phulwari (1953). La muerte de Barua en 1951, cuando sólo tenía 48 años, cambió por completo la vida de Jamuna. Tuvo tres hijos con Barua, Deb Kumar, Rajat y Prasun. Todos eran menores en aquel momento y la hacienda de Gauripur se negó a asumir ninguna de sus responsabilidades. Tuvo que librar una batalla legal con la poderosa e influyente familia real para conseguir que se reconocieran sus derechos y los de sus hijos. El tiempo arregló las cosas y se le concedió la propiedad de la casa con sus vastos terrenos colindantes y también una asignación. Jamuna pasó el resto de su vida después de Barua como ama de casa, ocupada en criar a sus hijos menores. Tuvo que terminar la película inacabada Malancha, por supuesto, pero poco después se despidió de la industria cinematográfica. Más tarde, asistió a varios actos para celebrar el centenario de su marido, P.C. Barua, y recibió felicitaciones en nombre del Gobierno de la India y del Gobierno del estado de Assam como la primera Parbati del cine sonoro indio.

## Últimos años
Sus últimos días no fueron muy cómodos y estuvo postrada en cama durante más de seis meses antes de su muerte. Le sobreviven sus tres hijos y sus familias, así como numerosos parientes. Según sus familiares, llevaba algún tiempo enferma y la causa de la muerte fue una enfermedad relacionada con la vejez. Falleció en su residencia del sur de Calcuta.

## Filmografía
- Malancha [versión en bengalí] / Phulwari [versión en hindi] (ambos de 1953)
- Iran Ki Ek Raat (1949)
- Suleh (1946)
- Subah Shyam (1944)
- Chander Kalanka (1944)
- Devar (1943) .... Namita
- Rani (1943)
- Shesh Uttar (1942).... Reba
- Jawab (1942) .... Reba
- Uttarayan (1941) .... Arati

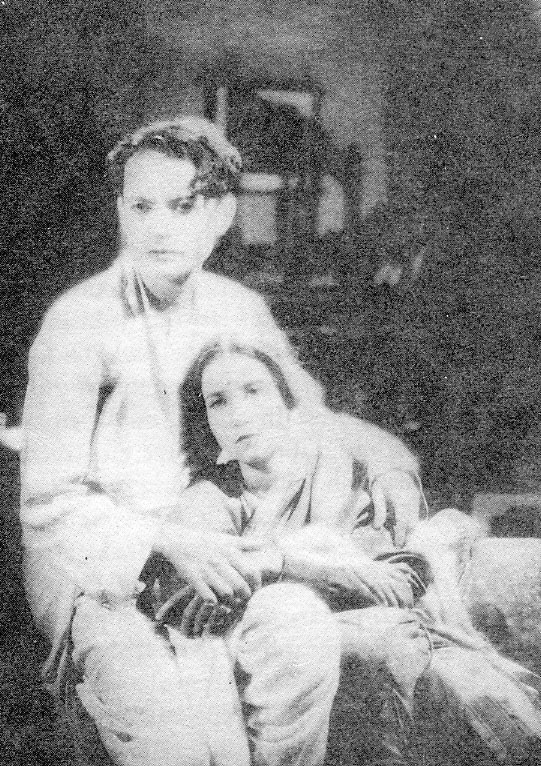
Pramathesh Barua y Jamuna Barua en Devdas (1935)

- Hindustan Hamara (1940) .... Veena
- Zindagi (1940) .... Shrimata
- Adhikar (1939) .... Indira
- Devdas (1936) .... Parvati / Paro
- Grihadah (1936) .... Achala
- Manzil (1936) .... Achala
- Maya (1936/I) .... Maya
- Maya (1936/II) .... Maya
- Devdas (1935) .... Parvati / Paro
- Roop Lekha (1934) /(Mohabbat Ki Kasauti en hindi) .... Papel menor en la versión hindi